# Michelangelo Albertazzi
Michelangelo Albertazzi (Bolonia, Italia, 17 de enero, 1991) es un futbolista italiano. Juega de defensa.

## Trayectoria
Nacido en Bolonia, es un zaguero de 1,86 metros de estatura, también puede jugar como lateral izquierdo y con 16 años fue convocado por el club de su localidad natal para un partido de Segunda División.
En agosto de 2007, el Milan le compró al Bolonia la mitad de los derechos del jugador y pasó a los juveniles del club lombardo en 2008.
Albertazzi ha sido internacional sub'16, sub'17, sub'19 y sub'20. Fue plata en el Europeo sub'19 de la República Checa 2008 y plata en los Juegos Mediterráneos de Pescara 2009.
En verano de 2011 se cierra un acuerdo entre el Getafe y el Milan para que el jugador sea cedido en el club español durante la temporada 2011/12. En enero de 2012 se rescinde el contrato de cesión por parte del Getafe Club de Fútbol tras su escasa participación en el equipo, volviendo a quedar a disposición del AC Milan. 
El 12-7-2013 ficha por el Hellas Verona tras ya estar una temporada cedido en el club a manos del A.C. Milan

## Clubes
| Club                                       | Temporada   | Partidos | Goles |
| ------------------------------------------ | ----------- | -------- | ----- |
| Bologna F.C.                               | 2007 - 2008 | 26       | 2     |
| A. C. Milan                                | 2008 - 2011 | 26       | 2     |
| Getafe C.F. (cedido)                       | 2011        | 0        | 0     |
| Associazione Sportiva Varese 1910 (cedido) | 2011 - 2012 | 2        | 2     |
| Hellas Verona                              | 2012 - 2014 | 31       | 1     |
| A.C. Milan                                 | 2014 - 2015 | 0        | 0     |
| Hellas Verona Football Club                | 2015 - 2017 | 10       | 0     |

## Selección Internacional
Albertazzi ha jugado con la Selección de fútbol de Italia en las categorías sub-17, sub-19 y sub-20.